# Wilhelm Kemper (Politiker, August 1904)

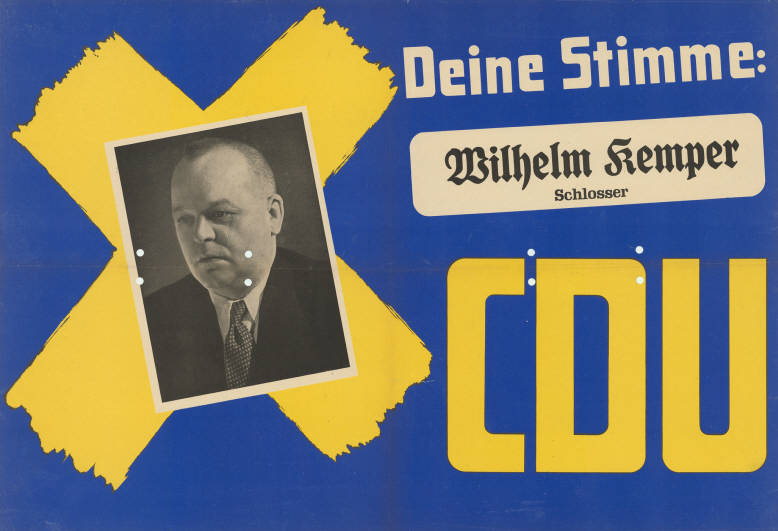
Wilhelm Kemper auf einem Landtagswahlplakat 1950

Wilhelm Kemper (* 30. August 1904 in Barmen; † 30. Juli 1968) war ein deutscher Politiker, Landtagsabgeordneter in Nordrhein-Westfalen zunächst des Zentrums und später der CDU.

## Leben
Kemper machte nach der Volksschule eine Schlosserlehre. Bis 1946 arbeitete er in diesem Beruf. Von 1924 bis 1933 war er Mitglied der Zentrumspartei sowie des Gewerkvereins christlicher Bergarbeiter. Von 1929 bis 1933 war er Bezirksvertrauensmann. 
Seit 1946 war Kemper beruflich Gewerkschaftsangestellter der IG Bergbau. Politisch war er nach 1945 zunächst wieder Mitglied des Zentrums und seit 1949 der CDU. 
Im Jahr 1946 war Kemper Mitglied des Provinzialrates für Westfalen sowie 1946 und 1947 Mitglied des ernannten Landtages von Nordrhein-Westfalen. Anschließend war er bis 1958 Mitglied des gewählten Landtages. Dabei war er in der zweiten und dritten Legislaturperiode direkt gewählter Abgeordneter für Beckum-West.